# Ізяслав (судно)
«Ізяслав» (A706, до 2018 U706, до 01.08.1997 — РБ-15) — рятувальне судно Військово-Морських Сил України проєкту 733С.

## Особливості проекту
У перші роки після другої світової війни основним рятувальним судном ВМФ СРСР вважалися морські буксири. Першим став морський буксир проекту 733, що був побудований у середині 1950-х років. Даний тип судна призначався для буксування кораблів тоннажем до 6 т. Основною модифікацією цього буксиру став рятувальний буксир (РБ) проекту 733С. На ньому за рахунок скорочення буксирних засобів було розміщено два пожежних ствола та дві водолазні станції. Будівництво цих рятувальних буксирів було розгорнуто на «Петрозаводі» у Ленінграді з 1958 року і тривало до 1966 року. Всього було збудовано близько 40 буксирів даного проєкту.

## Історія корабля
РБ-15 (заводський № 621) був зарахований в списки кораблів ВМФ СРСР 11 листопада 1962 року. Закладений на Ленінградському суднобудівному заводі «Петрозавод» у 1962 році. Спущений на воду 11 листопада 1962 року і відправлений до складу Північного Флоту СРСР.
В кінці 1966 року був переданий Чорноморському флоту. З 15 листопада 1976 року входив у склад 162-го дивізіону 37-ї бригади аварійно-рятувальних судів Чорноморського флоту.
Судно знаходилося в зоні бойових дій у період:
- 23.05.1982 р. — 30.12.1982 р. (Сирія, п.Тартус);
- 09.10.1985 р. — 30.08.1986 р. (Сирія, п.Тартус);
- 10.05.1991 р. — 12.09.1991 р. (Сирія, п.Тартус).

### У Військово-морських силах України
14 липня 1997 року, згідно з українсько-російською угодою про параметри розподілу Чорноморського флоту розпочався процес передачі корабля ВМС України. В склад Військово-Морських Сил України корабель увійшов 1 серпня 1997 року, де отримав назву «Ізяслав» і бортовий номер U706.
21.03.2014 року внаслідок Російської інтервенції до Криму 2014 на судні був спущений стяг України та піднятий триколор РФ та Андріївський прапор Чорноморського флоту Росії.
03.06.2014 року РБ «Ізяслав» без прапорів розпізнавання був уведений російськими буксирами з Стрілецької бухти Севастополя для передачі Україні.